# ルイーザ・ノイバウアー

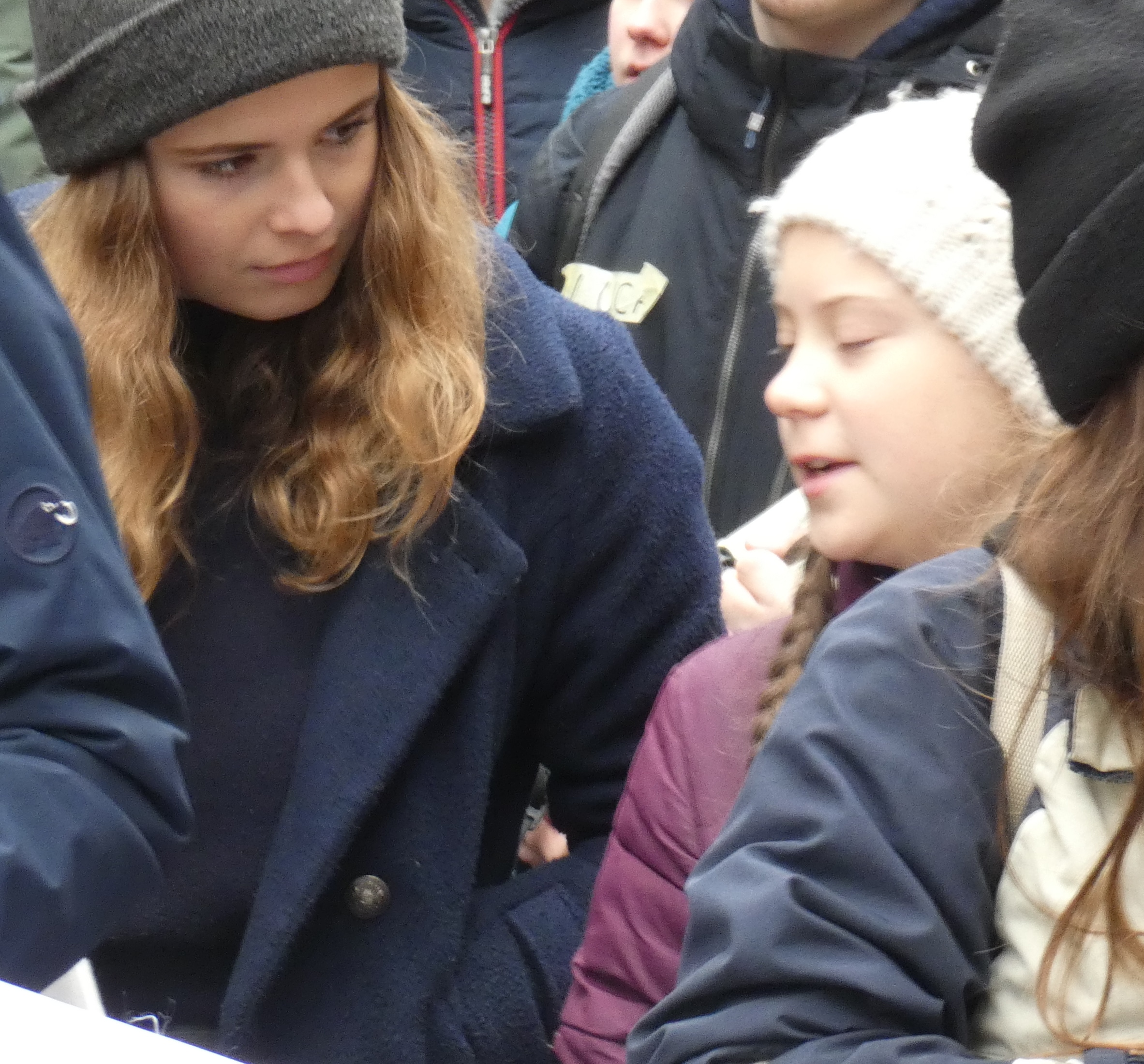
ルイーザ・マリー・ノイバウアー（左）とグレタ・トゥンベリ（右）、2019年3月、ハンブルクでの気候変動への抗議。.

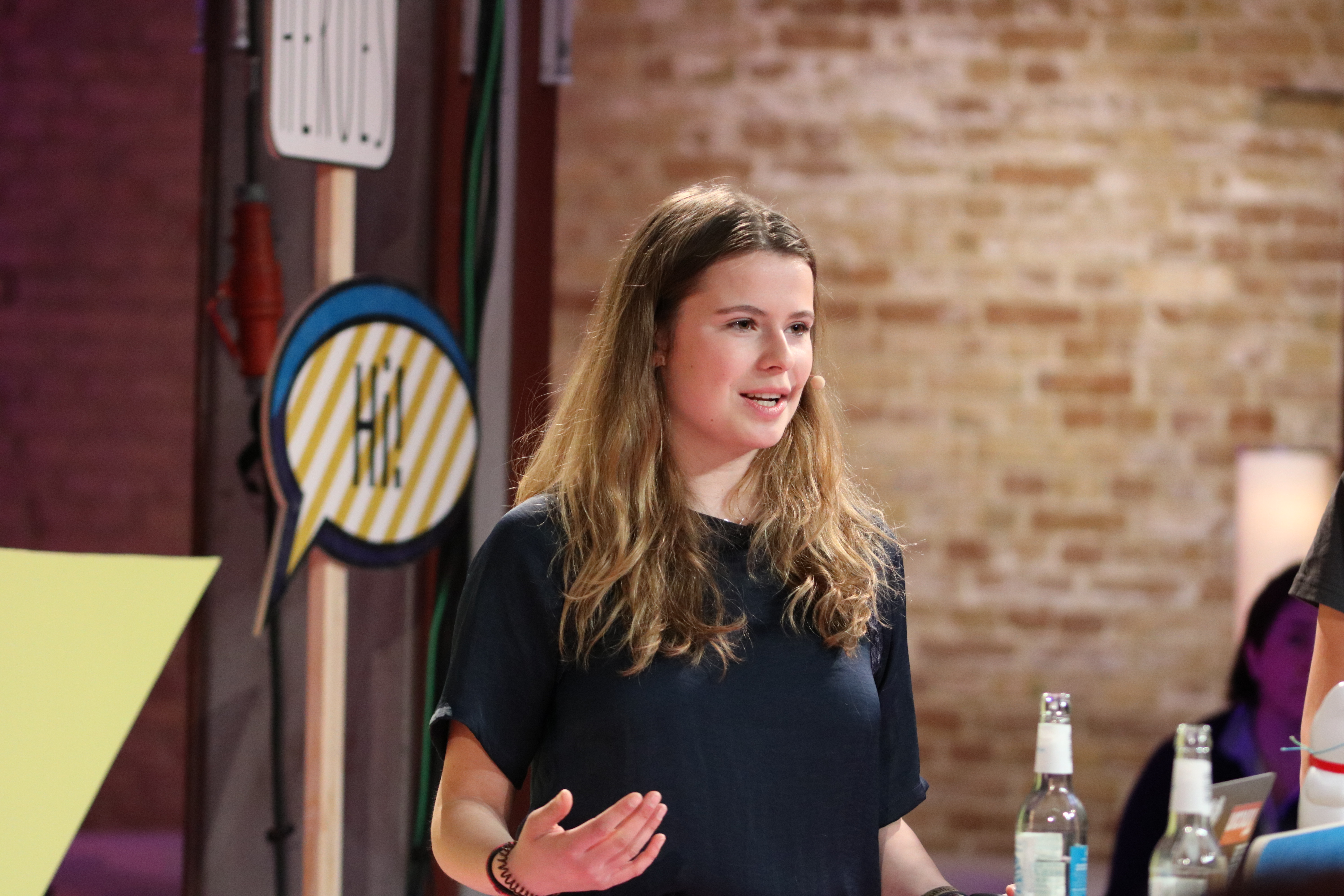
2019年5月7日にベルリン-クロイツベルクで開催されたTINCONrere:publicaのルイーザ・ノイバウアー

ルイーザ・ノイバウアー (Luisa-Marie Neubauer, 1996年4月21日 - ) は、ドイツの気候活動家。彼女はドイツでの「気候のための学校のストライキ運動」、一般にFridays for Futureと呼ばれている運動の主要な主催者の1人であり、彼女は、パリ協定に準拠し、それを超える気候政策を提唱し、脱成長を支持している。ノイバウアーはAlliance 90/The GreensとGreenYouthのメンバーである。

## 生い立ち
ノイバウアーはハンブルクで4人兄弟の末っ子として生まれた。彼女の母親は看護師である。

### 初期の活動
ノイバウアーは2016年から非政府組織ONEの青年大使を務めている。彼女は未来の世代の権利のための財団、350.org、Right Livelihood Award財団、 the Fossil Free campaignand The Hunger Project.にも積極的に参加した。彼女はゲッティンゲン大学にキャンペーン「Divest！ あなたのお金を引き出してください！」と石炭、石油またはガスでお金を稼ぐ産業への投資をやめるように要請した。